# Phalacrus substriatus
Phalacrus substriatus – gatunek chrząszcza z rodziny pleszakowatych.

## Taksonomia
Gatunek ten opisany został po raz pierwszy w 1813 roku przez Leonarda Gyllenhaala.

## Morfologia
Chrząszcz o szeroko-owalnym, bardzo mocno wysklepionym ciele długości od 2 do 2,5 mm. Ubarwienie ma głównie lśniąco czarne. Czułki mają buławkę z ostatnim członem przewężonym, półtorakrotnie dłuższym niż szerokim, trochę dłuższym niż dwa poprzednie razem wzięte. Przedplecze jest trapezowate, delikatnie i stosunkowo gęsto punktowane, pozbawione mikrorzeźby. Kształt dużej tarczki jest trójkątny. Na powierzchni pokryw występują bardzo wyraźne szeregi punktów w rowkach i ledwo dostrzegalne rozproszone punktowanie na międzyrzędach, natomiast mikrorzeźba często ograniczona jest do ich tylnej części. Rząd przyszwowy jest pojedynczy i osiąga przednią krawędź pokrywy. Zapiersie ma półkoliste linie biodrowe. Odnóża są brązowe. Przednia para odnóży ma na zewnętrznej krawędzi goleni dwa przylegające do siebie ząbki.

## Ekologia i występowanie
Owad rozmieszczony od nizin po niższe położenia górskie, w Alpach dochodzący do rzędnych 1700 m n.p.m. Zasiedla torfowiska, łaki i bory sosnowe. Jest mykofagiem żerującym na zarodnikach grzybów. Larwy przechodzą rozwój w porażonych grzybami nasionach turzycy palczastej, turzycy piaskowej i turzycy pospolitej. Aktywne osobniki dorosłe obserwowano na turzycach i kwiatach łomki zachodniej.
Gatunek palearktyczny, znany z Hiszpanii, Irlandii, Wielkiej Brytanii, Francji, Holandii, Niemiec, Szwajcarii, Austrii, Włoch, Malty, Danii, Szwecji, Norwegii, Finlandii, Estonii, Łotwy, Litwy, Polski, Czech, Słowacji, Węgier, Ukrainy, Chorwacji, Bośni i Hercegowiny oraz europejskiej części Rosji. 